# Maarten Schops
Maarten Schops (Lovanio, 3 aprile 1976) è un allenatore di calcio ed ex calciatore belga, di ruolo centrocampista.

## Palmarès

### Giocatore

#### Competizioni nazionali
- Coppa dei Paesi Bassi: 1

Roda JC: 1996-1997